# Hans Scherfig
Hans Christian Scherfig (8. dubna 1905 Kodaň – 28. ledna 1979 Hillerød) byl dánský spisovatel a výtvarník.
Pocházel ze zámožné měšťanské rodiny, studoval zoologii na Kodaňské univerzitě, školu však nedokončil. Cestoval do USA i SSSR, v roce 1931 se oženil s malířkou Elisabeth Karlinskou. V roce 1932 vstoupil do Komunistické strany Dánska a spolupracoval s jejím tiskovým orgánem Land og Folk. Za německé okupace Dánska byl uvězněn, ale z důvodu těžké oční vady byl záhy propuštěn. V roce 1965 mu byla udělena Holbergova medaile a v roce 1973 Velká cena Dánské akademie.
Jeho nejznámějším dílem je Promeškané jaro, příběh ze srazu abiturientů, v němž se detektivní zápletka proplétá se satirou na školský systém, založený na pokryteckém konformismu a memorování nepodstatných údajů. Román byl zfilmován v roce 1993 režisérem Peterem Schrøderem.
Kromě literárních prací vytvářel také grafiky, jejichž zobrazování exotické přírody bylo inspirováno stylem Henriho Rousseaua.
Jeho neteří je filmová režisérka Lone Scherfigová.

## České překlady
- Buthus occitanus neboli Osmioký škorpion (Vydavatelství politické literatury, 1961)
- Ztracená opice (Odeon, 1967)
- Záhadné zmizení pana rady (Odeon, 1978)
- Promeškané jaro (Práce, 1979)